# حيرام برايس
حيرام برايس (بالإنجليزية: Hiram Price)‏ هو سياسي أمريكي، ولد في 10 يناير 1814 في مقاطعة واشنطن في الولايات المتحدة، وتوفي في 30 مايو 1901. حزبياً، نشط في الحزب الجمهوري. وقد انتخب عضو مجلس النواب الأمريكي.